# Muszahida
Muszahida (arab. مشاهدة) – miejscowość w Syrii, w muhafazie Hims. W 2004 roku liczyła 1117 mieszkańców.